# Planchonella cinerea
Planchonella cinerea är en tvåhjärtbladig växtart som först beskrevs av Jean Armand Isidore Pancher och Henri Ernest Baillon, och fick sitt nu gällande namn av Pieter van Royen. Planchonella cinerea ingår i släktet Planchonella och familjen Sapotaceae. Inga underarter finns listade i Catalogue of Life.